# Häckel (Bergbau)

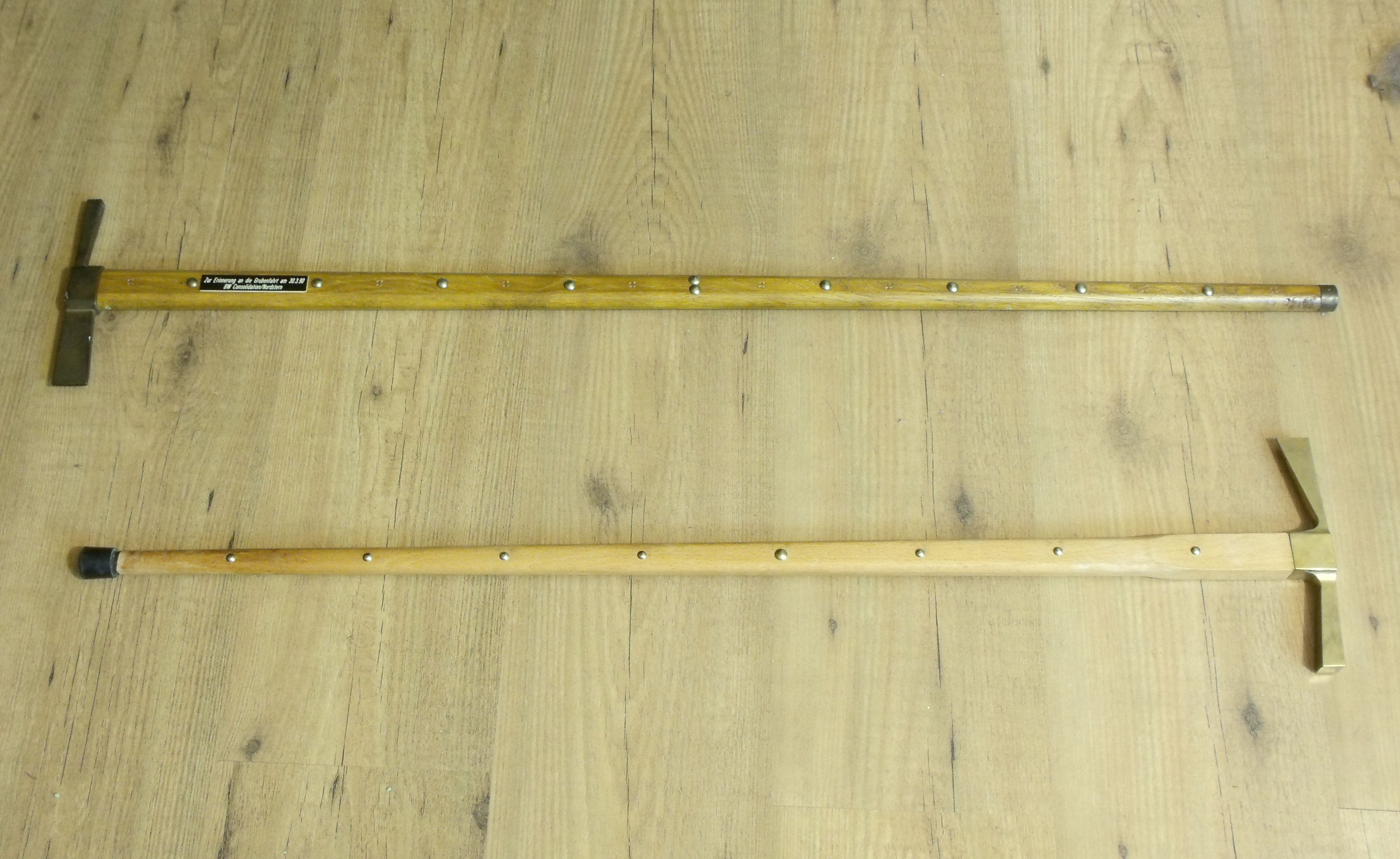
Zwei Ausführungen eines Westfälischen Häckels

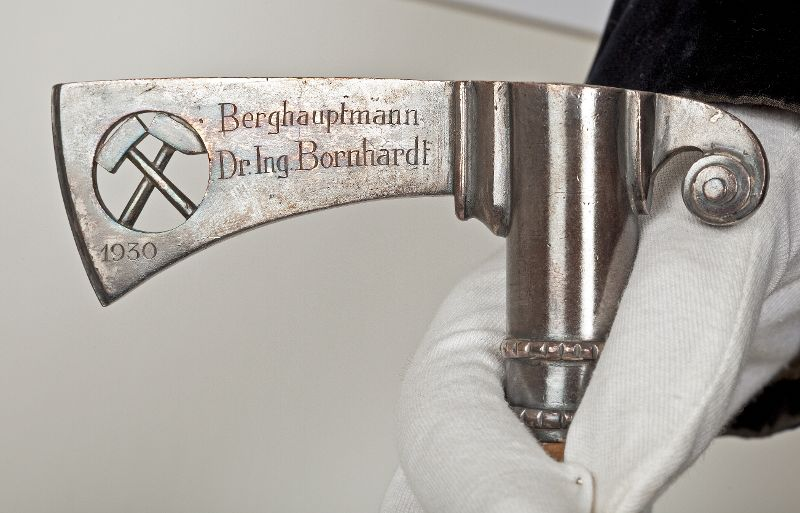
1930 datierter Häckel mit Schlägel und Eisen für den „Berghauptmann Dr. Ing. Bornhardt“ vom „Oberharzer Geschichts- und Museumsverein“ (Oberharzer Bergwerksmuseum;
Kategorie Alltagskultur im Portal Kulturerbe Niedersachsen)

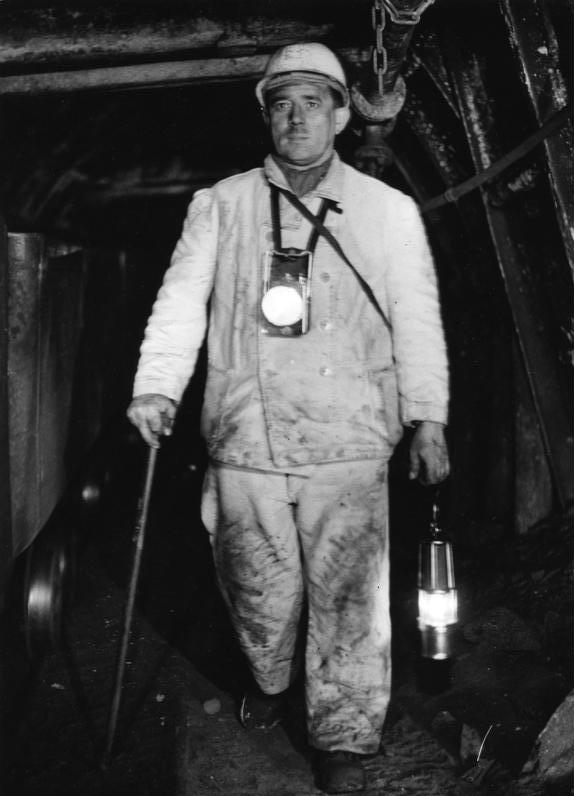
Steiger im Ruhrbergbau untertage mit Häckel und Geleucht

Ein Häckel, auch Fahrstock oder Steigerstock genannt, ist ein Handstock, der üblicherweise von Aufsichtspersonen im Bergbau zu festlichen Anlässen oder Bergparaden mitgeführt wird. Der Handgriff (Krücke) besteht aus Messing, Bronze oder auch Silber und ist einem bergbaulichen Werkzeug nachempfunden. Die Bergbarte stellt im Gegensatz dazu eine Paradewaffe dar. 
Der Häckel sieht ähnlich wie Froschlampen in jeder Bergbauregion entsprechend der jeweiligen Tradition individuell anders aus.
Zumindest für den Ruhrbergbau ist die Verwendung des Häckels durch Steiger auch untertage bekannt. Dabei diente der Häckel als Gehstock und als Werkzeug zur Überprüfung der Standfestigkeit von Gebirge und Grubenausbau durch Abklopfen. Durch die definierte Länge des Häckels (oftmals 1 m) konnten auch grobe Längen (etwa Abbaufortschritt) ermittelt werden. Diese „Gebrauchshäckel“ waren weniger künstlerisch gestaltet. 
Häckel sind beliebte Ehrengaben an Führungskräfte aus dem Bergbau (Ehrenhäckel) oder Gäste zu besonderen Anlässen. Im Salzbergwerk  wird der Ehrenhäckel bei der Pensionierung weitergereicht.

## Entstehung und Aussehen
Der Häckel ist wahrscheinlich aus der Keilhaue entstanden, wobei einige regionale Varianten Schneiden parallel zum Stiel und somit Elemente einer Bergaxt aufweisen. Die Krücke ist asymmetrisch und je nach Region ein- oder zweiseitig ausgeführt. Der Stiel ist einschließlich des Handgriffs meistens einen Meter lang und konnte als Messlatte verwendet werden. Häufig sind seitlich zusätzlich Nieten oder Einkerbungen in 5 bis 10 cm Abstand eingelassen. 
Neben dem eher schlicht gehaltenen Westfälischen oder dem Oberharzer Häckel weisen die Mansfelder oder Erzgebirgischen Varianten reichliche Verzierungen auf. 
| Bezeichnung                                          | Beschreibung |
| ---------------------------------------------------- | --- |
| Erzgebirgischer, Mansfelder und Schlesischer Häckel. | Ähneln sich in der Gestaltung des Kopfes, der einer Barte nachempfunden und reichlich mit Bergbauabbildungen verziert ist. Der Erzgebirgische und der Schlesische Häckel besitzen Schlägel-und-Eisen-Motive in der vorderen, unteren Ecke. Eine schlichtere Ausführung ist der Chursächsische Häckel. |
| Oberharzer Häckel                                    | Schlichter, einseitiger Häckel mit einer leichten Krümmung in Richtung des Stiels. An der Spitze ist eine Schneide angedeutet. |
| Siegerländer Häckel                                  | Bei diesem Häckel ähnelt das Griffstück stark einem sogenannten Klauenhammer, ohne dass die Finne zur Klaue gespaltet ist. Zwischen Kopf und Stiel befindet sich ein metallisches Zwischenstück mit eingelassenen Schlägel und Eisen. |
| Westfälischer Häckel                                 | Der Westfälische Häckel hat einen zweiseitigen Handgriff. Eine Seite ist flach mit einer Schneide parallel zum Stiel ähnlich einer sehr schmalen Axt. Die andere Seite ist hammerähnlich von quadratischen Querschnitt und von innen nach außen konisch dicker werdend. Gebrauchsvarianten weisen einfache pickelähnliche Spitzen auf. Letzterer Häckel tritt auch als Deutscher Fahrstock oder Ruhrgebietshäckel als Zierversion in Erscheinung. |